# Slavoj Žižek

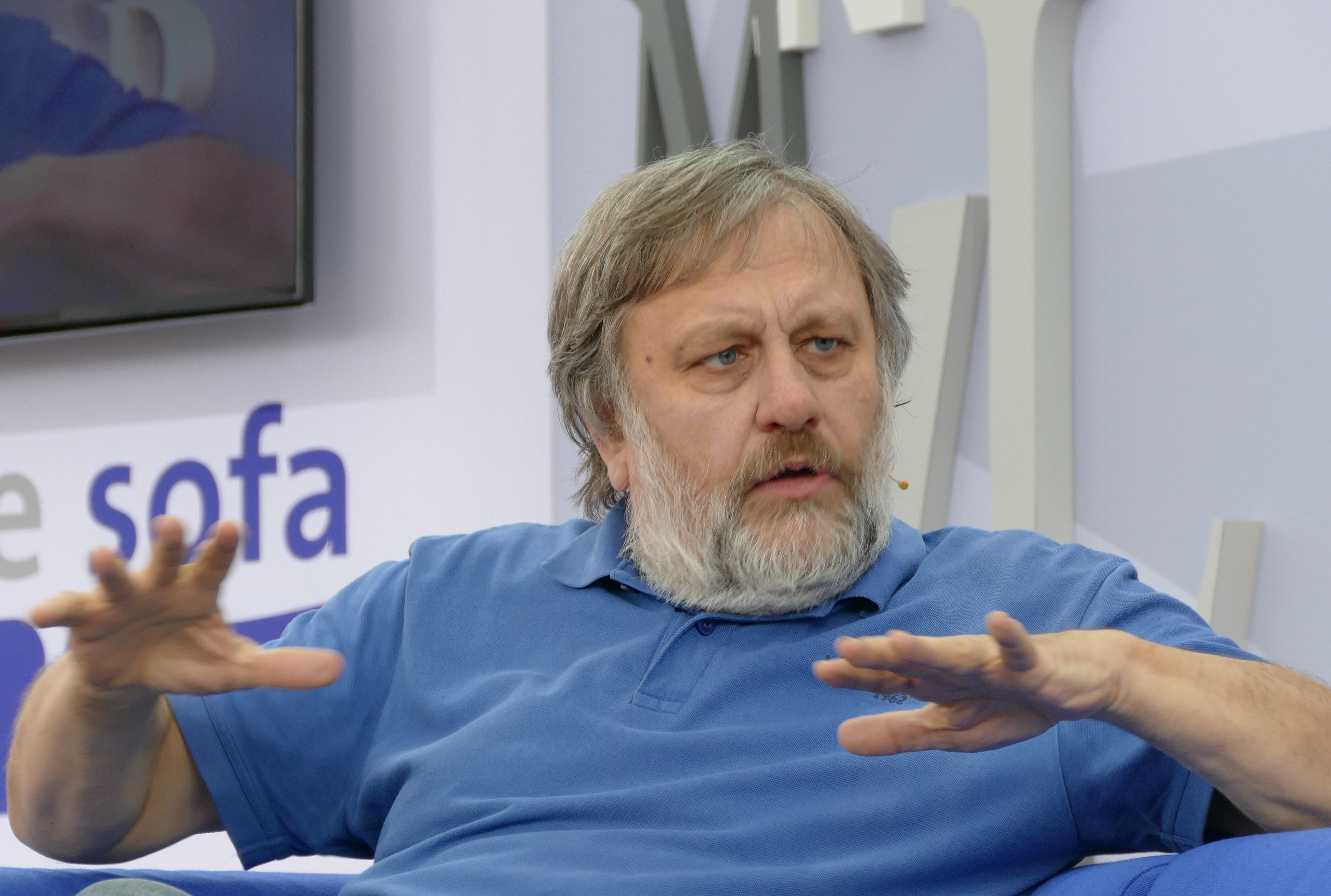
Slavoj Žižek auf der Leipziger Buchmesse 2015

Slavoj Žižek [ˈʒiːʒɛk] (* 21. März 1949 in Ljubljana, SR Slowenien, Jugoslawien) ist ein slowenischer Philosoph, Wissenschaftler am Institut für Philosophie der Universität Ljubljana und internationaler Direktor des Birkbeck Institute for the Humanities der Universität London. Er ist außerdem Professor für Philosophie und Psychoanalyse an der European Graduate School und Global Distinguished Professor für Germanistik an der New York University. Er arbeitet zu Themen wie Kontinentalphilosophie, Psychoanalyse, Politische Theorie, Kulturwissenschaft, Kunstkritik, Filmkritik, Marxismus, Hegelianismus und Theologie.
Žižeks eigenwilliger Stil, seine populären akademischen Werke, häufige Veröffentlichungen in Zeitschriften und die kritische Assimilation von Hoch- und Popkultur haben ihm internationalen Einfluss, Kontroversen, Kritik und ein beträchtliches Publikum außerhalb der Wissenschaft eingebracht. 2012 führte Foreign Policy Žižek auf der Liste der 100 weltweit führenden Denker und nannte ihn „einen prominenten Philosophen“. An anderer Stelle wurde er als „Elvis der Kulturtheorie“ und „gefährlichster Philosoph des Westens“ bezeichnet. Žižek wird als „der führende Hegelianer unserer Zeit“ bezeichnet und gilt als einer der wichtigsten Vertreter der Lacanianischen Theorie.

## Leben
Žižek wurde 1949 im slowenischen Landesteil des damals sozialistischen Jugoslawien geboren. Zunächst studierte er Philosophie und Soziologie an der Universität Ljubljana. Žižek war Schüler des Philosophen Božidar Debenjak. Er schrieb 1975 seine Masterarbeit über den französischen Strukturalismus, die ihn jedoch politisch verdächtig machte und ihn eine bereits zugesagte Universitätsstelle kostete. Bis 1977 schlug er sich mit Übersetzungen deutscher Philosophen durch und leistete seinen Wehrdienst in der jugoslawischen Armee. 1977 erhielt er eine Stelle als Protokollant beim Zentralkomitee der slowenischen Kommunisten. Obwohl er weiterhin als politisch verdächtig galt, schrieb er einige Reden für hochrangige Kommunisten. 1979 verschafften ihm Freunde eine Forschungsstelle am Institut für Soziologie an der Universität Ljubljana, wo er 1981 in Philosophie promovierte. Danach studierte er von 1981 bis 1985 an der Universität Paris VIII bei dem Lacan-Schüler, ‑Schwiegersohn und ‑Nachlassverwalter Jacques-Alain Miller, wo er erneut promovierte, diesmal auf dem Gebiet der Psychoanalyse.
Seine erste englischsprachige Buchveröffentlichung The Sublime Object of Ideology erschien 1989 und brachte ihm erstmals internationale Anerkennung ein. Seitdem veröffentlicht Žižek regelmäßig Monographien, in denen er sich zunächst um eine lacanianische Lesart der Philosophie, der Populärkultur und in den letzten Jahren zunehmend der Politischen Theorie bemühte. Seine Werke wurden bislang in 20 Sprachen übersetzt.
Er war lange Herausgeber der Zeitschrift der slowenischen Lacan-Schule „Wo Es war“.
Žižek ist unter anderem Professor für Philosophie an der Universität seiner Heimatstadt Ljubljana. 2001 war er Fellow des Kollegs Friedrich Nietzsche. Seit Anfang 2007 ist er International Director des Birkbeck Institute for the Humanities an der University of London.
Unter dem Titel Fragen Sie Slavoj Žižek schreibt er eine regelmäßig in der Frankfurter Allgemeinen Sonntagszeitung erscheinende Kolumne. Zudem werden regelmäßig seine Artikel in Die Welt, Neue Zürcher Zeitung und Die Zeit veröffentlicht.
Politisch engagiert sich Žižek seit den 1980er Jahren. Zunächst als kritischer Kolumnist der alternativen Jugendzeitschrift Mladina, trat er 1988 aus Protest aus der Kommunistischen Partei Sloweniens mit 32 weiteren slowenischen Intellektuellen aus.
Im Jahr 1990 war Žižek Kandidat in den ersten demokratischen Wahlen Sloweniens für das sogenannte „kollektive Präsidium“ der Liberaldemokratie Sloweniens.
Slavoj Žižek ist Mitglied der 2016 gegründeten Bewegung Demokratie in Europa 2025 (DiEM25).
Für sein Forschungsprojekt „Antinomien der postmodernen Vernunft“ erhielt Žižek 1999 den mit einer Million DM dotierten Kulturwissenschaftlichen Forschungspreis des Landes Nordrhein-Westfalen.
Žižek hat viermal geheiratet, und er hat zwei Söhne. Mitte der 1970er Jahre heiratete er zum ersten Mal und hat aus dieser Ehe seinen ersten Sohn Kostja. Es folgte eine Ehe mit der slowenischen Philosophin und Soziologin Renata Salecl, mit der er einen Sohn hat. Von 2005 bis 2011 war er mit dem 30 Jahre jüngeren Model Analia Hounie verheiratet, der Tochter eines argentinischen Psychoanalytikers. 2013 schloss er die Ehe mit der 31 Jahre jüngeren slowenischen Journalistin Jela Krečič.

## Werk
Als Žižeks Hauptwerke gelten Die Tücke des Subjekts und The Sublime Object of Ideology. In diesen Büchern entfernte er sich von der traditionellen marxistischen Theorie, um einen besser analysierten, materialistischen Begriff von Ideologie zu entwickeln, der sich stark auf die Psychoanalyse Jacques Lacans und die Philosophie Georg Wilhelm Friedrich Hegels stützt. Seine theoretischen Arbeiten wurden ab den neunziger Jahren zunehmend vielseitiger und politischer. Sie beschäftigten sich häufig mit der kritischen Analyse unterschiedlicher Formen der Popkultur und aktuellen politischen Ereignissen, wodurch er zu einer populären Figur der akademischen Linken wurde.

### Das Werden des Subjekts
Žižeks Texte kreisen um Identitäten, Identitätsbildung und ihre wechselnden Beziehungen zu den sie umgebenden Geflechten aus Ideologien, gesellschaftlichen Verhältnissen und psychischen Konstellationen des Unbewussten. Eine entscheidende Rolle spielt dabei Lacans Konzeption des Anderen, über den sich das Subjekt erst als Eigenes konstituiert. Dieser Andere besitzt nach Lacan zwei Dimensionen: Den „großen Anderen“ und den „kleinen Anderen“.
Das Objekt klein a ist das Objekt des Begehrens des Subjekts, nach dem das Subjekt hinstrebt und mit dem es sich zu vereinigen versucht – idealtypisch ist hierfür das sexuelle Begehren eines anderen Menschen. Das Objekt dieses Begehrens ist im Grunde beliebig und austauschbar, solange es in den Rahmen des persönlichen Phantasmas, die persönlichen Phantasien, passt, der es erst begehrenswert macht. Denn erst ein bestimmter Ort innerhalb der psychischen Struktur des Subjekts verleiht dem Objekt seine Bedeutung als – wie man mit einem Filmtitel von Luis Buñuel sagen könnte – „obskures Objekt der Begierde“.
Eine der wesentlichen Eigenschaften dieses Objekts klein a – bzw. seiner Position in der Struktur des Subjekts – ist, dass es dem Subjekt immer schon entzogen ist. Gerade der Mangel im Subjekt treibt das Subjekt zu seinen Handlungen an. Žižek veranschaulicht das am Hitchcock’schen Objekt des MacGuffins, einem an sich bedeutungslosen und austauschbaren Objekt (ein Geheimplan, eine Formel etc.), das nur dazu dient, die Handlung des Films in Gang zu bringen: „MacGuffin ist eindeutig objet petit a: der Mangel, das Überbleibsel des Realen, das die symbolische Bewegung der Interpretation in Gang setzt, eine Lücke im Zentrum der symbolischen Ordnung, der bloße Anschein eines zu erklärenden, zu interpretierenden ,Geheimnisses‘.“
Die andere Form eines Anderen ist der große Andere – eine symbolische Instanz, welche die Gesetze und Normen des Sozialen garantiert und die dem Subjekt erst einen Platz innerhalb der Gesellschaft zuweist. Der große Andere kann von verschiedenen Trägern eingenommen werden; es kann ein Elternteil sein, aber auch andere Bezugspersonen, die die Gesellschaft repräsentieren, wie etwa Lehrer, Richter oder Polizisten. Indem das Subjekt diesen Anderen als Funktionsträger und damit als Träger des Gesetzes anerkennt, ordnet es sich zugleich dem gesellschaftlichen Ganzen unter. Für Žižek besteht in dieser Strukturierung des Subjekts durch den großen Anderen auch die wesentliche Funktionsweise der Ideologie – wofür er in der Regel das Beispiel des Stalinismus anführt.
Aber der große Andere ist nicht bloß eine ideologische Instanz. Denn zugleich – und paradoxerweise – gewinnt das Subjekt durch diese Anerkennung des Anderen erst seinen eigentlichen Subjektstatus, indem es durch sie erst einen Ort findet, von dem aus es sich überhaupt artikulieren kann, an dem es eine Sprache findet. Doch diese Sprache, und mit ihr das Subjekt als solches, ist immer schon vom Anderen bestimmt: „Ich ist ein Anderer“, wie Lacan einen berühmten Satz von Arthur Rimbaud zitiert. So ist das Subjekt im Grunde kein Subjekt, vielmehr ein Ort, der von einem konstitutiven Außen her strukturiert ist – vom großen wie auch vom kleinen Anderen –, der nicht das eigene Selbst ist; ein Gegensatz zur berühmten Definition von Descartes: „ich denke, also bin ich.“
Mit der Betonung dieser Bedeutung des Anderen bleibt Žižek nicht nur den Erkenntnissen Lacans treu, sondern verdeutlicht auch dessen Nähe zu anderen poststrukturalistischen Ansätzen eines „dezentrierten Subjekts“, wie sie sich etwa bei Gilles Deleuze oder Jacques Derrida finden. Žižeks Eigenständigkeit besteht nicht so sehr in diesem Gedanken selbst als vielmehr in der Heranziehung zahlreicher Beispiele aus der Politik und Populärkultur, insbesondere des Films, mit dessen Hilfe er diese zunächst abstrakten Theorien anwendet und veranschaulicht, aber auch weiterentwickelt.
Žižek wendet sich gegen die politisch korrekte Diskussion um sexuelle Belästigung. Er konstatiert einen „blinden Punkt des Themas sexuelle Belästigung“ und schreibt: Es gibt keinen Sex ohne ein Element der „Belästigung“ (des verwirrten, vom Charakter dessen, was sich da abspielt, heftig schockierten und traumatisierten Blicks). … Zieht man vom sexuellen Zusammenspiel dessen schmerzlich traumatischen Charakter ab, ist das, was übrig bleibt, einfach nicht mehr sexuell. Der „reife“ Sex zwischen den berühmt-berüchtigten mündigen Erwachsenen ist ohne sein traumatisches Element, ohne das Element des schockierenden „Zufügens“, per definitionem entsexualisiert und verwandelt sich in mechanische Kopulation.

### Das Reale, das Symbolische und das Imaginäre
Eine zentrale Rolle im Denken Žižeks spielt das auf Lacan zurückgehende triadische Modell der drei Strukturbestimmungen der Psyche – Reales, Symbolisches und Imaginäres (RSI). Auch hier besteht Žižeks Leistung vor allem in der Übertragung der abstrakten Lacanschen Begriffe auf Phänomene aus Politik, Philosophie, Alltag und Populärkultur.

#### Das Reale
Das Reale ist bei Žižek (wie schon bei Lacan) ein rätselhafter Begriff und nicht mit der „Realität“ gleichzusetzen. Die Realität des Menschen ist symbolisch konstruiert, also letztlich eine kollektiv praktizierte Fiktion. Das Reale dagegen ist innerhalb dieser Ordnung des Symbolischen ein nicht fingierbarer Kern, der sich nicht symbolisieren, also nicht in Worte fassen lässt. Es hat keine positive Existenz, sondern existiert nur als Ausgeschlossenes, das an den Grenzen der gewöhnlichen Realität zum Vorschein kommt.
Nicht alles in der Realität lässt sich als Fiktion entlarven, es bleibt immer ein Rest des Realen übrig – bestimmte Punkte, die mit sozialen Gegensätzen, mit Leben, Tod und Sexualität oder allgemeiner dem logisch-rational nicht Greifbaren zu tun haben. Das Reale, sofern es das Subjekt überfordert und verunsichert, hat stets etwas Traumatisches an sich. Das Reale ist nicht eine tieferliegende Realität hinter der Realität, sondern besteht aus den Leerstellen, welche die Realität unvollständig und inkonsistent machen. Auf die Psychoanalyse bezogen bedeutet dies, dass die Realität nicht nur eine beliebige Erzählung unter vielen anderen ist; vielmehr muss der Patient den harten Kern des Realen, die traumatische Dimension seiner Innenwelt, erkennen, aushalten und neu erzählen.
Die Triade des Symbolischen/Realen/Imaginären spiegelt sich innerhalb jedes einzelnen dieser drei Bereiche des Psychischen wider. Es gibt also entsprechend drei Modalitäten des Realen:
- Das symbolische Reale – der auf eine sinnlose Formel reduzierte Signifikant, der wie jede Wissenschaft ans Reale greift, aber kaum nachvollziehbare Vorstellungen produziert.
- Das reale Reale – ein grauenhaftes Ding, etwa das, was in Horrorfilmen das Gefühl des Horrors vermittelt.
- Das imaginäre Reale – ein unergründliches Etwas, das als „Erhabenes“ (Kant) durch die Dinge hindurch scheint. Diese Art des Realen wird etwa in dem Film Ganz oder gar nicht – Full Monty daran deutlich, dass sich die arbeitslosen Protagonisten beim Striptease vollkommen ausziehen, wodurch in der zusätzlichen „freiwilligen“ Erniedrigung zugleich etwas Erhabenes, eine eigene Würde sichtbar wird.

#### Das Symbolische
Das Symbolische bildet die (soziale) Realität des Menschen und deren sprachliche und normative Dimension. Seine Elemente sind Signifikanten, d. h. bedeutungsvolle Zeichen, die sich zu einem „Netz“ der „symbolischen Ordnung“ strukturieren. Seine Geltung bezieht das Symbolische aus der Autorität des großen Anderen, insofern dieser als Herrensignifikant bzw. als Name-des-Vaters das Netz der Signifikanten strukturiert und legitimiert. Es ist damit auch die Sphäre der Herrschaft und der Diskurse – deren Macht Žižek vor allem als symbolische Macht versteht.
Als Herrschaftsverhältnis besitzt das Symbolische, wie schon das Herr-Knecht-Verhältnis bei Hegel, einen dialektischen Charakter, der auf gegenseitiger Anerkennung beruht. So ist „nur der ein König, zu dem sich die anderen als Untertanen verhalten“. Gleichzeitig gibt es immer – außer in der Paranoia – einen gewissen Abstand des Symbolischen zum Realen: „Nicht nur der Bettler ist verrückt, der glaubt, er ist ein König, sondern auch der König, der glaubt, er ist ein König.“ Denn dieser hat ja nur das symbolische Mandat eines Königs, ist nur austauschbarer Träger einer ihm eigentlich äußeren Funktion.
Auch das Symbolische besitzt drei Dimensionen:
- Das reale Symbolische ist der auf eine sinnlose Formel reduzierte Signifikant.
- Das imaginäre Symbolische entspricht etwa den Jung’schen Symbolen.
- Das symbolische Symbolische ist das Sprechen und die sinnvolle Sprache, das „volle Sprechen“ etwa einer erfolgreichen Psychoanalyse.

Žižek veranschaulicht das Symbolische am Phänomen des Cyberspace.
Als Medium der Kommunikation wirkt dort der Bildschirm, ein Inter-Face (dt. „Zwischen-Gesicht“), das auf die symbolische Vermittlung jedes Sprechens verweist. Zwischen der aussagenden Person und der „Position des Aussagens“ (des Nicknames, der E-Mail-Adresse) besteht eine Kluft: Der Signifikant bin niemals wirklich ich. Der Sprechende erfindet sich nicht selbst, sondern seine virtuelle Existenz wurde in gewisser Weise schon mit dem Cyberspace selbst erfunden. Man hat es hier mit einer fundamentalen Identitätsunsicherheit zu tun, die sich aber nicht in kontingente Simulakren und bloße Zeichenspiele auflösen lässt. Auch hier, wie im sozialen Leben, kreisen die symbolischen Netze um bestimmte, letztlich unauflösbare Leerstellen und Brüche.
Mit dem Beispiel des Cyberspace beantwortet Žižek eine Fragestellung, die für seine Methode und seinen Denkstil typisch ist. Die Frage Žižeks lautet nicht: „Was können wir vom Leben über den Cyberspace lernen“, sondern umgekehrt: „Was können wir vom Cyberspace über das Leben lernen?“. Diese von Žižek in verschiedenen Zusammenhängen variierte Frage-Verdrehung dient der „theoretischen Psychoanalyse“: Im Gegensatz zur „angewandten Psychoanalyse“ will sie nicht die Kunstwerke analysieren und so das Unverständliche und Fremde verständlich machen, sondern einen neuen Blick auf das Gewöhnliche schaffen, den Alltag verfremden und die Theorie am Gegenstand weiterentwickeln.

#### Das Imaginäre
Das Imaginäre liegt auf der Ebene des Verhältnisses des Subjekts zu sich selbst, beziehungsweise zu seinem Selbstbild. Es ist der Ort der Identifikation mit dem eigenen Ich. Dieses imaginäre Selbstverhältnis bildet sich nach Lacan am Blick in den Spiegel auf sich selbst im Spiegelstadium, wobei Lacan betont, dass dieser Blick auf sich selbst, der immer auch den vorgestellten Blick eines Anderen bedeutet, letztlich auf einer „Verkennung“ beruht (siehe dazu auch: Spiegelstadium).
Auch das Imaginäre lässt sich dreifach einteilen:
- Ein reales Imaginäres (das Phantasma, das den Platz des Realen einnimmt).
- Ein imaginäres Imaginäres (das Bild selbst).
- Ein symbolisches Imaginäres (etwa die Archetypen nach Jung). Um über das Imaginäre sprechen zu können, so Lacan, muss man sich immer schon außerhalb des Imaginären befinden: Das Imaginäre ist im Grunde immer schon in das Symbolische eingebettet.

Alle drei Ebenen des Psychischen hängen nach Lacan in einer Art Borromäischer Knoten zusammen, als drei Ringe, die strukturell miteinander verbunden sind und sich gegenseitig Halt geben. Löst man einen von ihnen heraus, sind auch die anderen beiden nicht mehr verbunden, was letztendlich zu einem traumatischen Verlust an Kohärenz und damit zur Psychose führt. Auch in diesem wesentlichen Punkt seines Denkens, den er an zahlreichen Gelegenheiten ausführt und anwendet, bleibt Žižek seinem geistigen Lehrer treu. Neu ist dagegen die Interpretation der Postmoderne und des Politischen, die Žižek aus einer lacanianischen Perspektive unternimmt.

### Postmoderne und Ideologie
Insbesondere widmet sich Žižek der Postmoderne, die die Psychoanalyse mit neuen Fragen konfrontiert: Aufgrund des Wegfalls der „patriarchal“ strukturierten Gesellschaft und fest gefügter, autoritärer Ordnungsmuster gerät nämlich ein wichtiger Baustein der Psychoanalyse, der Ödipuskomplex, ins Wanken.
Besonderes Augenmerk richtet Žižek dabei auf die Produktion von Ideologie in gegenwärtigen Gesellschaften, aber auch auf die Funktionsweise von Ideologie im Realsozialismus. Ideologie setzt sich nach ihm immer aus zwei Seiten einer Medaille zusammen: den von einem politischen System öffentlich verkündeten Werten und der so genannten „verdeckten Kehrseite“, einem ‚schmutzigen‘ Geheimnis. Das sind die implizit mittransportierten Werte und Prämissen einer Ideologie, die aber, damit eine Ideologie funktionieren und sich reproduzieren kann, unausgesprochen bleiben müssen. All diesen ideologisch geprägten, phantasmatischen Formen des Leugnens oder Ausweichens hält Žižek das Ziel der Psychoanalyse entgegen, das darin besteht, das „Phantasma zu durchqueren“, das Trugbild zu durchschreiten, und zum Kern des Genießens, der sogenannten Jouissance, vorzudringen.
Ein so genannter „authentischer Akt“ zerstört das Phantasma, wenn er dieses vom Standpunkt des gesellschaftlichen Symptoms aus angreift. Dadurch wird eine Geste zum Akt, zum Ereignis, mit Alain Badiou gesprochen gar zum „Wahrheitsereignis“. Ideologie ist die Verzerrung von Nicht-Ideologie, eines ursprünglich „utopischen Moments“ (Fredric Jameson) ins Ideologische. Der nicht-ideologische Anteil der utopischen Sehnsucht sollte jedoch nach Žižek ernst genommen und respektiert werden. So sollte etwa die Sehnsucht nach Gemeinschaft nicht automatisch als „protofaschistisch“ angesehen oder gar als Wurzel des Faschismus missverstanden werden. Ideologisch wird diese Sehnsucht erst in ihrer faschistischen Umdeutung.
Heutzutage, im Zeitalter des Kulturkapitalismus und der „Postideologie“, funktioniere Ideologie nicht mehr aufgrund eines fanatischen Engagements, sondern vielmehr umgekehrt aufgrund einer inneren Distanz und Gleichgültigkeit, die das symbolische Mandat des Subjekts nicht ernst nehme: Ein Vater verhalte sich heute oft derart distanziert zu sich selbst, dass er sich selbstironisch über die Dummheit beklage, heute überhaupt noch Vater zu sein.
Der Kulturkapitalismus ist für Žižek die Weiterführung in eine Art virtuellen Hyperkapitalismus, die uns mit den Herrensignifikanten in ihrer reinsten Form konfrontiert: Hier muss die materielle Produktion der Güter immer noch sichergestellt werden, aber verkauft wird v. a. Immaterielles, eine besondere Art der Erfahrung, wodurch sich mit der Zeit auch das Verhältnis zwischen dem Symbol und seinem Sinnbild verkehrt. Betont wird das Eigentum auch auf Zeichen (Marken und Logos).
Die postindustriellen Konzerne verwandeln sich eher in Netzwerke mit Teilbetrieben, die sich unabhängig von der Konzernmutter bewähren müssen. Wenn der Konzern die Werbung an ein Marketingunternehmen auslagert, ebenso Buchhaltung und Produktion von einem billigen Standort zum nächsten wandern, so bleibt von der Firma praktisch nichts mehr übrig außer ihr Zeichen, das Logo, der Markenname.
Das Zeichen, hinter dem nichts mehr steht, ist das ultimative Zeichen – der Herrensignifikant. Doch die Logik ist nicht selbst der Fetisch; sie verweist als ein allgemeines Problem der Sprache auf den „großen Anderen“, da sie die Lücke zwischen ihm und den Bedeutungsketten (der Sprache) besetzt. Die Erscheinung des Kulturkapitalismus betrifft nur einen Teil der Menschen, und sie ist nicht zu einem universellen Phänomen zu machen.

### Politisierung und Hegemonie
Im Zeitalter nach dem (angeblichen) Ende der Ideologien kritisiert Žižek die Art und Weise, wie politische Entscheidungen begründet werden. So wird die Kürzung von Sozialausgaben bisweilen als scheinbar objektive Notwendigkeit bezeichnet, die selber keiner politischen Diskussion mehr unterliegen kann. So betrachtet er etwa die bürgerlich-sozialdemokratische Idee einer Bürgerbeteiligung als wenig wirksam, solange nicht langfristig bedeutendere und grundlegendere Maßnahmen ergriffen werden, um die Gesellschaft zu verändern – Maßnahmen etwa zur Begrenzung der Freiheit des Kapitals und zur Unterordnung des Produktionsprozesses unter die Kontrolle der Gesellschaft. Letztlich schwebt Žižek dabei eine radikaldemokratisch-revolutionäre Umwälzung der Gesellschaft vor, eine „radikale Repolitisierung der Ökonomie“.
Aufbauend auf Herbert Marcuses Begriff einer „repressiven Toleranz“ kritisiert Žižek die herrschende Ideologie einer sinnlosen Political Correctness: „Der ,tolerante‘ multikulturelle Ansatz vermeidet“ als Dogma der heutigen Gesellschaft „die entscheidende Frage: Wie können wir den politischen Raum wieder in die heutigen Bedingungen der Globalisierung einführen?“ Žižek plädiert nicht nur für eine „Politisierung der Ökonomie“, sondern auch für eine „Politisierung der Politik“ als Gegenentwurf zur postmodernen Post-Politik. Im Bereich der politischen Entscheidungsfindung im Rahmen einer Demokratie kritisiert er insbesondere das in vielen Ländern faktisch herrschende Zwei-Parteien-System als Erscheinung einer Wahlmöglichkeit, die es im Grunde gar nicht gibt. Er warnte aber auch vehement vor der erzkonservativen Rechten, welche vorgebe, Werte zu vertreten, obwohl ihre Worte und Taten Gewalt verherrlichten oder gar Völkermord befürworten.
Die Existenz gesellschaftlicher Klassen sieht Žižek nicht als primär objektive Bestimmung, als ökonomische Lage gegenüber dem Kapital, sondern in einer „radikal subjektiven“ Position verortet: Das Proletariat ist der lebendige „verkörperte Widerspruch“ der Gesellschaft. Das Einstehen für die eigenen Interessen wird heute oft als egoistisch diskreditiert, tatsächlich aber liegt im Partikularismus für Žižek der Schlüssel zur Dynamik sozialer Bewegungen.
Die Möglichkeit einer Politisierung sieht Žižek – im Anschluss an die Hegemonietheorie von Ernesto Laclau und Chantal Mouffe – in der Möglichkeit, dass „eine partikulare Forderung als Vertreter für das unmögliche Allgemeine zu funktionieren beginnt“. Erst durch einen Partikularismus im politischen Kampf kann ein Universalismus überhaupt entstehen. So können partikulare Forderungen als „metaphorische Verdichtung“ (Laclau/Mouffe) auf etwas Weiterreichendes abzielen, ja bis zur Rekonstruktion und Infragestellung des gesamten gesellschaftlichen Rahmens reichen.
Žižek sieht demnach den politischen Konflikt situiert zwischen einer wohlgeordneten Gesellschaftsstruktur einerseits und dem ausgeschlossenen Teil, der in dieser scheinbar perfekten Ordnung keinen Platz mehr findet, andererseits. Dieser „Teil ohne Anteil“ am Gesamten (vgl. dazu auch den Begriff des Prekariats) bringt die gesamte Struktur zum Wanken, weil er sich auf ein „leeres Prinzip des Allgemeinen“ bezieht bzw. dieses verkörpert.
Gerade der Umstand, dass eine Gesellschaft nicht leicht in Klassen einzuteilen ist, dass es dafür kein „einfaches Strukturmerkmal“ gibt, dass etwa die Mittelschicht auch vom Rechtspopulismus umkämpft ist, ist ein Anzeichen für diesen fortwährenden und unentschiedenen Kampf um Hegemonie innerhalb einer Gesellschaft.

## Rezeption und Kritik
Žižek gilt als bekannter und einflussreicher Vertreter des so genannten Poststrukturalismus, der vor allem in der Literaturwissenschaft, der Soziologie, der Philosophie und der Politikwissenschaft seit den 70er Jahren an Bedeutung gewonnen hat. Žižeks zahlreiche Veröffentlichungen und Auftritte auf wissenschaftlichen Kongressen sind mit ein Faktor für die wachsende Popularität lacanianischer Ansätze in den Geisteswissenschaften, deren Anwendbarkeit auf aktuelle und über die Psychoanalyse hinausgehenden Phänomene Žižek an vielen, oft unterhaltsamen Beispielen ausführt. Trotz seiner oft schwer verständlichen, von Gedankensprüngen und schnellen Assoziationen geprägten Ausführungen ist Žižek heute einer der bekanntesten, aber auch umstrittensten Intellektuellen der Gegenwart.
Oft wurde Žižek für seinen Stil kritisiert, der populärwissenschaftlich bisweilen unsauber und nach Pointen heischend sei und dem die begriffliche und sachliche Schärfe zum Opfer falle. Von manchen wird der „Starphilosoph“ auch abschätzig als „Philosophie-Entertainer“ oder gar „Scharlatan“ bezeichnet. So schreibt Andreas Dorschel in einer Rezension zu Parallaxe: „Žižek schwafelt. Ins Schwafeln gerät, wer eine Sache nicht auf den Punkt zu bringen vermag. […] Dass Žižek Argumentation simuliert, statt bloß beliebig Assoziationen aufzufädeln, was als Form doch dem Inhalt seines Buches angemessen wäre, scheint starre akademische Gewohnheit. Er ist ein Pedant des Wirren. Statt einfach zu spinnen, behängt er das Resultat solchen Tuns mit Fußnoten“.
2012 kritisierte Noam Chomsky Žižek dahingehend, dass dieser keine Theorien aufstelle, die man überprüfen könne, sondern lediglich mit Begriffen posiere. Er verwende ausgefallene Begriffe wie Polysilben und tue so, als habe man eine Theorie, obwohl man gar keine habe.
Inhaltlich wurde bisweilen eine angebliche Leichtfertigkeit kritisiert, mit der Žižek sein Wissen der Psychoanalyse auf die Gesellschaft übertrage. Zudem habe Žižek einige der Autoren, auf die er sich beziehe, nur ungenügend verstanden: So vor allem Hegel, aber auch Lacan selbst, etwa in dessen Interpretation der Antigone, welche Žižek weitaus dramatischer deute als Lacan.
Scharfe Kritik an Žižeks „Gewaltvisionen“ und seiner philosophischen Leere übt der britische Philosoph John N. Gray, der in Anspielung auf Žižeks Buch Less Than Nothing (2012) resümiert: „Žižek täuscht Substanz vor, indem er endlos eine im Grunde leere Vision wiederholt, und sein Werk – das die Prinzipien parakonsistenter Logik schön veranschaulicht – ergibt am Ende weniger als nichts“. Dem deutschen Philosophen Markus Gabriel drängte sich bei der Lektüre von Less Than Nothing „der Verdacht auf, man bekomme auf mehr als 1400 Seiten nicht nur nichts Neues geliefert, sondern weniger als nichts Neues, da man sich auch noch darüber ärgert, dass man alle Ideen sowie die allermeisten Anekdoten und Zoten Žižeks schon aus seinen inzwischen klassischen Büchern des letzten Jahrhunderts kennt“. Im Schlusskapitel über die Ontologie der Quantenphysik liefere er „zudem eine ziemlich fragwürdige Deutung der theoretischen Physik der Gegenwart“. Außerdem frage man sich bei der Lektüre, so Gabriel, „einmal mehr, warum Žižek nicht endlich versucht, seine eigene Position unabhängig von der Berufung auf große Meister der Tradition darzustellen und zu verteidigen. Warum präsentiert er seine Thesen immer noch als Platon-, Kant-, Fichte- oder Hegel-Deutung?“
Der italienische Marxist Domenico Losurdo kritisiert Žižek dahingehend, dass er eine „merkwürdige Kapitalismuskritik“ habe, die die „schlimmsten Aspekte dieses Systems“ ausspare. Er sei ein „Anti-Antiimperialist“, dessen Vision sich nicht vom „Selbstverständnis der herrschenden Klassen Europas und der USA“ unterscheide.
Der amerikanische Politikprofessor Gabriel Rockhill sieht in Žižek den „Hofnarren des neoliberalen Kapitalismus“.
Roger Scruton hat in Fools, Frauds and Firebrands: Thinkers of the New Left aus dem Blickwinkel eines traditionalistischen Konservativen geschrieben: „Žižeks Position zusammenzufassen ist nicht einfach: Er gleitet zwischen philosophischen und psychoanalytischen Argumentationsweisen hin und her und ist gebannt von Lacans gnomischen Äußerungen. Er ist ein Liebhaber des Paradoxen und glaubt fest an das, was Hegel 'die Arbeit des Negativen' nannte, obwohl er die Idee, wie immer, eine Stufe weiter in Richtung der Mauer des Paradoxen bringt.“
Die Ideen insbesondere zur Deutung des Symbolischen, zu Ideologie und Postmoderne der slowenischen Lacan-Schule Žižeks wirkten seit den frühen 1980er Jahren inspirierend auf die inzwischen international bekannt gewordene Bewegung Neue Slowenische Kunst.

## Veröffentlichungen

### Monographien
- Le plus sublime des hystériques. Hegel passe. Point Hors Ligne, Paris 1988, ISBN 2-904821-20-1.
  - dt. Ausgabe: Der Erhabenste aller Hysteriker. Psychoanalyse und die Philosophie des deutschen Idealismus Band 1. (2. erweiterte Auflage. Turia + Kant, Wien 1992, ISBN 3-85132-028-X.)
- The Sublime Object of Ideology. Verso, London/ New York 1989, ISBN 0-86091-256-6.
  - dt. Ausgabe: Das erhabene Objekt der Ideologie. Passagen, Wien 2021, ISBN 978-3-7092-0474-0.
- Liebe Dein Symptom wie Dich selbst! Jacques Lacans Psychoanalyse und die Medien. Merve, Berlin 1991, ISBN 3-88396-081-0.
  - engl. Ausgabe: Enjoy Your Symptom! Jacques Lacan in Hollywood and Out. Routledge, London/ New York 1992, ISBN 0-415-92812-5.
- For They Know Not What They Do. Enjoyment as a Political Factor. Verso, London/ New York 1991, ISBN 0-86091-563-8.
  - dt. Ausgabe: Denn sie wissen nicht, was sie tun. Genießen als ein politischer Faktor. 2. Auflage. Passagen, Wien 2008, ISBN 978-3-85165-846-0.
- Looking Awry: An Introduction to Jacques Lacan Through Popular Culture. MIT Press, Cambridge MA 1991, ISBN 0-262-74015-X.
  - dt. Ausgabe: Schrägsicht. Lacan mit Populärkultur: Eine Einführung. Neue Deutsch-Französische Jahrbücher, Frankfurt am Main 2022, ISBN 978-3-949153-01-3.
- Mehr-Genießen. Lacan in der Populärkultur. Turia & Kant, Wien 1992, ISBN 3-85132-037-9 (ursprünglich in: Wo Es war 1).
- Tarrying With the Negative. Kant, Hegel & the Critique of Ideology. Duke University Press, Durham NC 1993, ISBN 0-8223-1362-6.
  - dt. Ausgabe: Verweilen beim Negativen. Psychoanalyse und die Philosophie des deutschen Idealismus Band 2. Turia + Kant, Wien 1994, ISBN 3-85132-061-1.
- Grimassen des Realen. Jacques Lacan oder die Monstrosität des Aktes. Kiepenheuer und Witsch, Köln 1993, ISBN 3-462-02253-9.
- The Metastases of Enjoyment. Six Essays on Woman and Causality. Verso, London/ New York 1994, ISBN 0-86091-444-5.
  - dt. Ausgabe: Die Metastasen des Genießens. Sechs erotisch-politische Versuche. Übersetzt von Karl Bruckschweiger u. a. 3. Auflage. Passagen, Wien 2016, ISBN 978-3-7092-0238-8.
- Hegel mit Lacan. Riss, Zürich 1995, ISBN 3-9520593-1-5.
- The Indivisible Remainder. An Essay on Schelling and Related Matters. Verso, London/ New York 1996, ISBN 1-85984-094-9.
  - dt. Ausgabe: Der nie aufgehende Rest. Ein Versuch über Schelling und die damit zusammenhängenden Gegenstände. Passagen, Wien 1996, ISBN 3-85165-246-0.
- The Plague of Fantasies. Verso, London/ New York 1997, ISBN 1-85984-193-7.
  - dt. Ausgabe: Die Pest der Phantasmen. Die Effizienz des Phantasmatischen in den neuen Medien. Passagen, Wien 1997, ISBN 3-85165-281-9; 2. verbesserte Auflage. 1999, ISBN 3-85165-384-X.
- The Abyss of Freedom: Ages of the World. University of Michigan Press, 1997, ISBN 0-472-06652-8.
  - dt. Ausgabe: Abgrund der Freiheit/Die Weltalter – Essay von Slavoj Žižek mit dem Text von Friedrich Wilhelm J. von Schelling Die Weltalter. Laika, Hamburg 2013, ISBN 978-3-942281-57-7.
- Das Unbehagen im Subjekt. Passagen, Wien 1998, ISBN 3-85165-309-2.
- Ein Plädoyer für die Intoleranz. Passagen, Wien 1988, 6. überarbeitete Auflage. 2015, ISBN 978-3-7092-0188-6.
- The Ticklish Subject. The Absent Centre of Political Ontology. Verso, London/ New York 1999, ISBN 1-85984-894-X.
  - dt. Ausgabe: Die Tücke des Subjekts. Suhrkamp, Frankfurt 2001, ISBN 3-518-58304-2.
- Liebe Deinen Nächsten? Nein, Danke! Die Sackgasse des Sozialen in der Postmoderne. Volk und Welt, Berlin 1999, ISBN 3-353-01156-0.
- Sehr innig und nicht zu rasch. Zwei Essays über sexuelle Differenz als philosophische Kategorie. Turia + Kant, Wien 1999, ISBN 3-85132-215-0.
- Lacan in Hollywood. Turia + Kant, Wien 2000, ISBN 3-85132-276-2.
- The Art of the Ridiculous Sublime. On David Lynch’s Lost Highway. University of Washington Press, Seattle 2000, ISBN 0-295-97925-9.
- The Fragile Absolute. Or: Why the Christian Legacy Is Worth Fighting For? Verso, London/ New York 2000, ISBN 1-85984-770-6.
  - Das fragile Absolute oder warum es sich lohnt das christliche Erbe zu verteidigen. Verlag Volk und Welt, Berlin 2000, ISBN 3-353-01181-1.
- Did Somebody Say Totalitarianism? Four Interventions in the (MIS)use of a Notion. Verso, London/ New York 2001, ISBN 1-85984-792-7.
  - dt. Ausgabe: Totalitarismus – Fünf Interventionen zum Ge- oder Missbrauch eines Begriffs. Laika, Hamburg 2012, ISBN 978-3-942281-92-8.
- On Belief. Routledge, London/ New York 2001, ISBN 0-415-25532-5.
  - dt. Ausgabe: Die gnadenlose Liebe. Suhrkamp, Frankfurt 2001, ISBN 3-518-29145-9.
- The Fright of Real Tears. Krzysztof Kieślowski Between Theory and Post-Theory. BFI Publishing, London 2001, ISBN 0-85170-755-6.
  - dt. Ausgabe: Die Furcht vor echten Tränen. Krzysztof Kieślowski und die „Nahtstelle“. Volk und Welt, Berlin 2001, ISBN 3-353-01194-3.
- Opera’s Second Death. Routledge, London/ New York 2002, ISBN 0-415-93016-2 (mit Mladen Dolar).
  - dt. Ausgabe: Der zweite Tod der Oper. Kulturverlag Kadmos, Berlin 2003, ISBN 3-931659-45-3.
- Welcome to the Desert of the Real! Five Essays on September 11 and Related Dates. Verso, London 2002, ISBN 1-85984-421-9.
  - dt. Ausgabe: Willkommen in der Wüste des Realen. 2., durchgesehene Auflage. Passagen, Wien 2014, ISBN 978-3-7092-0125-1.
- Organs Without Bodies: On Deleuze and Consequences. Routledge, London/ New York 2003, ISBN 0-415-96921-2.
  - dt. Ausgabe: Körperlose Organe. Bausteine für eine Begegnung zwischen Deleuze und Lacan. Suhrkamp, Frankfurt 2003, ISBN 3-518-29298-6.
- The Puppet and the Dwarf. The Perverse Core of Christianity. MIT Press, Cambridge MA 2003, ISBN 0-262-74025-7.
  - dt. Ausgabe: Die Puppe und der Zwerg. Das Christentum zwischen Perversion und Subversion. Suhrkamp, Frankfurt am Main 2003, ISBN 3-518-29281-1.
  - dt. Teilausgabe: Das Reale des Christentums. Suhrkamp, Frankfurt 2006, ISBN 3-518-06860-1.
- Iraq. The Borrowed Kettle. Verso, London/ New York 2004, ISBN 1-84467-001-5.
- Philosophie und Aktualität. Ein Streitgespräch. Passagen, Wien 2005, ISBN 3-85165-673-3. (mit Alain Badiou)
- Die politische Suspension des Ethischen. Suhrkamp, Frankfurt am Main 2005, ISBN 3-518-12412-9.
- The Neighbour. Three Inquiries in Political Theology. University of Chicago Press, Chicago 2006, ISBN 0-226-70738-5 (mit Kenneth Reinhard, Eric L. Santner).
- The Parallax View. MIT Press, Cambridge 2006, ISBN 0-262-24051-3.
  - dt. Ausgabe: Parallaxe. Suhrkamp, Frankfurt 2006, ISBN 3-518-58473-1.
- How to Read Lacan. Granta, London 2006, ISBN 1-86207-894-7.
  - dt. Ausgabe: Lacan. Eine Einführung. Fischer, Frankfurt am Main 2008, ISBN 978-3-596-17626-7.
- Lenin Reloaded. Toward a Politics of Truth. Duke Univ. Press 2007, ISBN 978-0-8223-3941-0 (mit Sebastian Budgen und Stathis Kouvelakis als Hrsg.).
  - dt. Ausgabe: Lenin Reloaded. Für eine Politik der Wahrheit. LAIKA, Hamburg 2014, ISBN 978-3-942281-14-0.
- In Defense of Lost Causes. Verso, London/ New York 2008, ISBN 978-1-84467-108-3.
  - dt. Teilausgabe: Auf verlorenem Posten. Suhrkamp, Frankfurt am Main 2009, ISBN 978-3-518-12562-5.
  - dt. Teilausgabe der nicht bei Suhrkamp veröffentlichten Kapitel: Die bösen Geister des himmlischen Bereichs: Der linke Kampf um das 21. Jahrhundert  FISCHER Taschenbuch, Frankfurt 2011, ISBN 978-3-596-19298-4.
- Violence. Profile, London 2008, ISBN 978-1-84668-017-5.
  - dt. Ausgabe: Gewalt. Sechs abseitige Reflexionen. Laika, Hamburg 2011, ISBN 978-3-942281-91-1.
- Psychoanalyse und die Philosophie des deutschen Idealismus. Turia + Kant, Wien 2008, ISBN 978-3-85132-790-8.
- Der Mut, den ersten Stein zu werfen. Das Genießen innerhalb der Grenzen der bloßen Vernunft. Turia + Kant, Wien 2008, ISBN 978-3-85132-512-6.
- First as Tragedy, Then as Farce. Verso, London/ New York 2009, ISBN 978-1-84467-428-2.
- „Ich höre dich mit meinen Augen“. Anmerkungen zu Oper und Literatur. Konstanz University Press, Konstanz 2010, ISBN 978-3-86253-001-4.
- Living in the End Times. Verso, London/ New York 2010.
- Willkommen in interessanten Zeiten. Laika, Hamburg 2011, ISBN 978-3-942281-93-5.
- Less Than Nothing. Hegel and the Shadow of Dialectical Materialism. Verso, London/ New York 2012.
  - dt. Ausgabe: Weniger als nichts. Hegel und der Schatten des dialektischen Materialismus. Suhrkamp, Berlin 2014, ISBN 978-3-518-58599-3.
- The Year of Dreaming Dangerously. Verso, London/ New York 2012.
  - dt. Ausgabe: Das Jahr der gefährlichen Träume. Fischer Wissenschaft, Frankfurt 2013, ISBN 978-3-10-092593-0.
- Quer durchs Reale. Passagen, Wien 2012, ISBN 978-3-7092-0059-9.
- God in Pain: Inversions of Apocalypse. Seven Stories Press, New York 2012 (mit Boris Gunjévic).
  - dt. Ausgabe: God in Pain. Inversionen der Apocalypse. Laika, Hamburg 2015, ISBN 978-3-944233-53-6.
- What Does Europe Want? – The Union and its Discontents. Istros, London 2013.
  - Was will Europa? Laika, Hamburg 2013, ISBN 978-3-942281-68-3 (mit Srećko Horvat).
- Event. Penguin, London 2014, ISBN 978-0-7181-9251-8.
  - dt. Ausgabe: Was ist ein Ereignis? Fischer Wissenschaft, Frankfurt 2014, ISBN 978-3-10-002224-0.
- Absolute Recoil: Towards A New Foundation Of Dialectical Materialism. Verso, London / New York 2014, ISBN 978-1-78168-682-9.
  - dt. Ausgabe: Absoluter Gegenstoß. Versuch einer Neubegründung des dialektischen Materialismus. S. Fischer, Frankfurt am Main 2016, ISBN 978-3-10-002396-4.
- Trouble in Paradise. From the End of History to the End of Capitalism. Allen Lane 2014, ISBN 978-0-241-00496-8.
  - dt. Ausgabe: Ärger im Paradies. Vom Ende der Geschichte des Kapitalismus. Fischer Wissenschaft, Frankfurt am Main 2015, ISBN 978-3-10-002388-9.
- Islam, Ateizam i Modernost: Neka Bogohulna Razmisljanja. Akademska knjiga, 2015, ISBN 86-6263-085-5.
  - dt. Ausgabe: Blasphemische Gedanken: Islam und Moderne. Ullstein, Berlin 2015, ISBN 978-3-550-08116-3.
- Der göttliche Todestrieb. Sigmund Freud Vorlesungen 2015. Hg.: Sigmund Freud Museum Wien. Turia + Kant, Wien/Berlin 2016, ISBN 978-3-85132-817-2.
- Against the Double Blackmail: Refugees, Terror and Other Troubles with the Neighbours. Allen Lane, London 2016, ISBN 978-0-241-27884-0.
  - dt. Ausgabe: Der neue Klassenkampf: Die wahren Gründe für Flucht und Terror. Ullstein, Berlin 2015, ISBN 978-3-550-08144-6.
- Disparities. Bloomsbury Academic, London 2016.
  - dt. Ausgabe: Disparitäten. wbg Academic, Darmstadt 2018, ISBN 978-3-534-26971-6.
- Incontinence of the Void: Economico-Philosophical Spandrels. MIT Press, Boston 2017, ISBN 978-0-262-53706-3.
  - dt. Ausgabe: Der Exzess der Leere. Ökonomisch-philosophische Notizen zu Sexualität und Kapital. Turia + Kant, Wien/Berlin 2020, ISBN 978-3-85132-963-6.
- The Courage of Hopelessness: Chronicles of a Year of Acting Dangerously. Allen Lane, London 2017, ISBN 978-0-241-30557-7.
  - dt. Ausgabe: Der Mut der Hoffnungslosigkeit. S. Fischer, Frankfurt am Main 2018, ISBN 978-3-10-397334-1.
- Like A Thief In Broad Daylight: Power in the Era of Post-Humanity. Allen Lane, London 2018, ISBN 978-0-241-36429-1.
  - dt. Ausgabe: Wie ein Dieb bei Tageslicht. Macht im Zeitalter des posthumanen Kapitalismus. S. Fischer, Frankfurt am Main 2019, ISBN 978-3-10-397445-4.
- Sex and the Failed Absolute. Bloomsbury Academic, London 2019, ISBN 978-1-350-04379-4.
  - dt. Ausgabe: Sex und das verfehlte Absolute. wbg Academic, Darmstadt 2020, ISBN 978-3-534-27243-3.
- Pandemic! Covid-19 Shakes the World. OR Books, New York City 2020, ISBN 978-1-68219-301-3.
  - dt. Ausgabe: Pandemie! COVID-19 erschüttert die Welt. Passagen, Wien 2020, ISBN 978-3-7092-0441-2.
- Hegel in A Wired Brain. Bloomsbury Academic, London 2020, ISBN 978-1-350-12441-7.
  - dt. Ausgabe: Hegel im verdrahteten Gehirn. S. Fischer, Frankfurt am Main 2020, ISBN 978-3-10-390002-6.
- A Left that Dares to Speak Its Name: 34 Untimely Interventions. Polity, Cambridge 2020, ISBN 978-1-5095-4118-8.
  - dt. Ausgabe: Ein Linker wagt sich aus der Deckung. Für einen neuen Kommunismus. Ullstein, Berlin 2021, ISBN 978-3-550-20115-8.
- Pandemic! 2: Chronicles of a Time Lost. Polity, Cambridge 2021, ISBN 978-1-5095-4907-8.
  - dt. Ausgabe: Pandemie! II. Chronik einer verlorenen Zeit. Passagen, Wien 2021, ISBN 978-3-7092-0449-8.
- Heaven in Disorder. OR Books, New York / London 2021, ISBN 978-1-68219-283-2.
  - dt. Ausgabe: Unordnung im Himmel. Lageberichte aus dem irdischen Chaos. wbg Theiss, Darmstadt 2022, ISBN 978-3-8062-4487-8.
- Surplus-Enjoyment: A Guide For The Non-Perplexed. Bloomsbury Academic, London 2022, ISBN 978-1-350-22625-8.

dt. Ausgabe: Die Paradoxien der Mehrlust. Ein Leitfaden für die Nichtverwirrten. S. Fischer, Frankfurt am Main 2023, ISBN 978-3-10-397525-3.
- Too Late to Awaken: What Lies Ahead When There is No Future? Allen Lane 2023, ISBN 978-0-241-65175-9.
- Mad World: War, Movies, Sex. OR Books, New York City 2023, ISBN 978-1-68219-449-2.
- Freedom: A Disease Without Cure. Bloomsbury Academic, London 2023, ISBN 978-1-350-35712-9.
- Christian Atheism: How to Be a Real Materialist. Bloomsbury Academic, London 2024, ISBN 978-1-3504-0931-6.
- Against Progress. Bloomsbury Academic, London 2025, ISBN 978-1-3505-1585-7.

### Herausgeberschaft
- Tout ce que vous avez toujours voulu savoir sur Lacan sans jamais oser le demander à Hitchcock. Navarin, Paris 1988.
  - engl. Ausgabe: Everything You Always Wanted to Know About Lacan (But Were Afraid to Ask Hitchcock). Verso, London/ New York 1992, ISBN 0-86091-394-5.
  - dt. Ausgaben: Ein Triumph des Blicks über das Auge. Psychoanalyse bei Alfred Hitchcock. Turia + Kant, Wien 1998, ISBN 3-85132-161-8; Was Sie immer schon über Lacan wissen wollten und Hitchcock nie zu fragen wagten. Suhrkamp, Frankfurt 2002, ISBN 3-518-29180-7.
- Contingency, Hegemony, Universality. Contemporary Dialogues on the Left. mit Judith Butler und Ernesto Laclau, Verso, London 2000, ISBN 978-1-84467-668-2.
  - dt. Ausgabe: Kontingenz – Hegemonie – Universalität: Aktuelle Dialoge zur Linken. Turia + Kant, Wien 2013, ISBN 978-3-85132-720-5.
- Perversion and the Social Relation mit Molly Anne Rothenberg und Dennis Foster, Duke University Press, Durham 2003.
- Conversations with Žižek mit Glyn Daly, Polity, Oxford 2004.
- Revolution at the Gates. Zizek on Lenin, the 1917 Writings. Verso, London/ New York 2004 (Neuausgabe 2011), ISBN 1-85984-546-0.
  - dt. Teilausgabe: Die Revolution steht bevor. Dreizehn Versuche über Lenin. Suhrkamp, Frankfurt 2002, ISBN 3-518-12298-3.
- The Neighbor: Three Inquiries in Political Theology mit Eric Santner und Keith Reinhard, University of Chicago Press, Chicago 2006.
- The Monstrosity of Christ: Paradox or Dialectic? mit Creston Davis und John Milbank, MIT Press, Cambridge 2009.
- Mythology, Madness, and Laughter. Subjectivity in German Idealism. (mit Markus Gabriel), Continuum, New York / London 2009, ISBN 978-1-4411-9105-2.
- Paul's New Moment: Continental Philosophy and the Future of Christian Theology mit Creston Davis und John Milbank, Brazos Press, Ada 2010.
- Philosophy in the Present mit Alain Badiou, Polity, Oxford 2010.
- The Idea of Communism. mit Costas Douzinas, Verso, London/ New York 2010.
  - Die Idee des Kommunismus I. Laika, Hamburg 2012, ISBN 978-3-942281-28-7.
- The Idea of Communism 2. mit Alain Badiou, The New York Conference, Verso, London/ New York 2013.
  - Die Idee des Kommunismus II. Laika, Hamburg 2012, ISBN 978-3-942281-29-4.
- Die Idee des Kommunismus III. mit Alain Badiou, Laika, Hamburg 2015, ISBN 978-3-944233-03-1.
- Hegel and the Infinite: Religion, Politics, and Dialectic mit Clayton Crockett und Creston Davis, Columbia University Press, Columbia 2011.
- From Myth To Symptom: The Case of Kosovo mit Agon Hamza, KMD, Ballerup 2013.
- Comradely Greetings: The Prison Letters of Nadya and Slavoj mit Nadya Tolokonnikova, Verso, London/ New York 2014.
- In Defence of the Terror: Liberty or Death in the French Revolution mit Sophie Wahnich, Verso, London/ New York 2016.
- Reading Marx. mit Frank Ruda und Agon Hamza, Cambridge UK, Madford USA, Polity 2018, ISBN 978-1-5095-2140-1.
- Lenin 2017: Remembering, Repeating, and Working Through. Verso, London / New York 2017, ISBN 978-1-78663-188-6.
  - dt. Ausgabe: Lenin heute: Erinnern, Wiederholen und Durcharbeiten. wbg Academic, Darmstadt 2018, ISBN 978-3-534-27026-2.
- Das Kommunistische Manifest: Die verspätete Aktualität des Kommunistischen Manifestes. Fischer Taschenbuch, Frankfurt am Main 2018, ISBN 978-3-596-70241-1.
- Subject Lessons: Hegel, Lacan, and the Future of Materialism mit Russell Sbriglia, Northwestern University Press, Evanston 2020.
- Š/Ž | A European Manifesto mit Jeremy Fernando, Delere Press, Singapur 2022.
- Reading Hegel. mit Frank Ruda und Agon Hamza, Polity, Cambridge UK / Madford USA 2022, ISBN 978-1-5095-4590-2.

### Audio-CD
- Faktor X. Das Ding und die Leere. Konzeption/Regie: Anne von der Heiden, Thomas Knoefel, Klaus Sander. Erzähler: Slavoj Zizek. supposé, Köln 2003, ISBN 978-3-932513-39-8.

### Dokumentarfilme über Slavoj Žižek
- Liebe Dein Symptom wie Dich selbst!, 1996. Regie und Produktion: Claudia Willke, Katharina Höcker.
- The Reality of the Virtual, 2004. Produktion: Ben Wright.
- Zizek!, 2005. Regie: Astra Taylor, Produktion: Lawrence Konner.
- The Pervert’s Guide to Cinema, 2006. Regie und Produktion: Sophie Fiennes.
- The Pervert's Guide to Ideology, 2011. Regie und Produktion: Sophie Fiennes.
- Alien Marx & Co – Slavoj Zizek im Portrait, 2009. Produktion: Susan Chales de Beaulieu, Jean-Baptiste Farkas.
- Deep Thought – Das große Gespräch mit Slavoj Zizek. 2023. Regie: Mirjam Devriendt, Produktion: Timescapes bvba, ZDF, Belgien/Deutschland, 56 Minuten

### Mitwirken in Spielfilmen
- Houston, wir haben ein Problem, 2016. Buch: Katarzyna Grochola, Regie: Žiga Virc.
- Bliss, 2021. Produktion: Mike Cahill.

### Theater
- Die drei Leben der Antigone: Ein Theaterstück, Fischer Taschenbuch, Frankfurt am Main 2015. (Uraufgeführt 2019 von Angela Richter am Kroatischen Nationaltheater in Zagreb).[42]

### Interviews
- Doris Akrap, Tania Martini: Slavoj Zizek über Disziplin. „Alles ist Fake“. In: die tageszeitung, 25. Juni 2010.
- „Noch einmal Kommunismus“. In: das Dossier. 22. September 2010 (Übersetzung: Jan Rolletschek).
- Michael Freund: Das Internet als Kampfplatz. In: DerStandard.at. 28. September 2012.
- Carlos Hanimann, Yves Wegelin: «Lasst doch die Reichen reich sein». In: WOZ Die Wochenzeitung. 29. November 2012.
- Karlen Vesper: „Wer bin ich?!“. In: Neues Deutschland, 30. März 2018.
- Yves Bossart: Die Revolution und das Reale. In: Sternstunde Philosophie, 29. Mai 2022.